# Cycnoches
Genre
Classification phylogénétique
Cycnoches est un genre d'orchidées originaires d'Amérique du Sud et d'Amérique centrale comptant une trentaine d'espèces.

## Étymologie
Le nom de Cycnoches a été formé à partir du grec κύκνος "kuknos" = cygne et αὐχήν "aukhên" = cou

## Liste d'espèces
- Cycnoches amparoanum Schltr. (1923)
- Cycnoches aureum Lindl. & Paxton  (1852)
- Cycnoches barthiorum G.F.Carr & Christenson  (1999)
- Cycnoches bennettii Dodson  Icon. Pl. Trop.  (1989)
- Cycnoches brachydactylon Schltr.  (1924)
- Cycnoches carrii Christenson  (1999)
- Cycnoches chlorochilon Klotzsch  (1838)
- Cycnoches christensonii D.E.Benn.  (1998)
- Cycnoches cooperi Rolfe  (1913)
- Cycnoches densiflorum Rolfe  (1909)
- Cycnoches dianae Rchb.f.  (1852)
- Cycnoches egertonianum Bateman  (1842)
- Cycnoches farnsworthianum D.E.Benn. & Christenson  (2001)
- Cycnoches glanduliferum Rolfe  (1892)
- Cycnoches guttulatum Schltr.  (1922)
- Cycnoches haagii Barb.Rodr.  (1881)
- Cycnoches herrenhusanum Jenny & G.A.Romero  (1991)
- Cycnoches jarae Dodson & D.E.Benn.  (1989)
- Cycnoches lehmannii Rchb.f.  (1878)
- Cycnoches loddigesii Lindl.  (1832) - Typus Species -
- Cycnoches lusiae G.A.Romero & Garay  (1999)
- Cycnoches maculatum Lindl.  (1840)
- Cycnoches manoelae P.Castro & Campacci  (1993)
- Cycnoches pachydactylon Schltr.  (1922)
- Cycnoches pentadactylon Lindl. (1843)
- Cycnoches peruvianum Rolfe  (1891)
- Cycnoches powellii Schltr.   (1922)
- Cycnoches quatuorcristis D.E.Benn.  (1992)
- Cycnoches rossianum Rolfe  (1891)
- Cycnoches schmidtianum Christenson & G.F.Carr  (2001)
- Cycnoches stelliferum Lodd.  (1844)
- Cycnoches stenodactylon Schltr.  (1922)
- Cycnoches suarezii Dodson  Icon. (1989)
- Cycnoches thurstoniorum Dodson  (1989)
- Cycnoches ventricosum Bateman  (1838)
- Cycnoches warszewiczii Rchb.f.  (1852)